# Arcania novemspinosa
Arcania novemspinosa is een krabbensoort uit de familie van de Leucosiidae. De wetenschappelijke naam van de soort is voor het eerst geldig gepubliceerd in 1816 door Lichtenstein.